# ぴょこたん
ぴょこたんはこのみひかるの児童書シリーズ。また、その主人公の名前である。
その多くはあかね書房から出版されている。

## 概要
1977年9月「なぞなぞあそび１　おはようぴょこたん」で初登場。なぞなぞや迷路などが大好きなウサギの男の子ぴょこたんが日常生活を送ってゆく中で様々ななぞなぞが出題される、というものだった。その後「ぴょこたんの頭のたいそうシリーズ」として、なぞなぞの他、迷路、間違い探し、パズル、絵探し等様々な頭の体操を取り扱うようになり、ストーリーも仲間と日常生活を送る他、異世界に冒険へ出かけたり、悪者と対決したりと多岐にわたるようになった。「おはようぴょこたん」はミリオンセラー。

## キャラクター
ぴょこたん
主人公。つばが赤い緑色の帽子がトレードマークの元気な白ウサギの男の子。なぞなぞやパズルの類が大好きで、道行く人や、友人らに問題を出したりせがんだりするほか、敵キャラ相手に問題の出しあいで対決し、負かしてしまうことさえある。普段はいたずら好きだが、正義感が強く優しいところもあり、迷子を家に返したり悪事を働く敵を倒すため大冒険を繰り広げる。
みみりん
ヒロイン。ぴょこたんの友達。「まちがいえさがし2」で初登場。水玉模様の大きな赤いリボンを耳につけた白ウサギの女の子。
サータン
いたずら好きな悪魔の男の子。「まちがいえさがし3」で初登場。自分が責められると理由をつけては他人に責任転嫁するたちの悪い性格。
ぴこたん
ぴょこたんの妹。
ぴょこたんのママ
ぴょこたんの母親。
ぴょこたんのパパ
ぴょこたんの父親。
たこちゅう
ぴょこたんの友達。
ぴったん

## タイトル一覧

### あかね書房
現在、あかね書房で入手可能なものには※をつけた。

#### ぴょこたんのあたまのたいそう
全37冊であるが、現在あかね書房で購入可能なものは21冊のみ。（※印）
1. なぞなぞあそび1 おはようぴょこたん ※
2. なぞなぞあそび2 たんていぴょこたん ※
3. なぞなぞあそび3 ぼうけんぴょこたん ※
4. ぴょこたんのかずあそび
5. ぴょこたんのてじなあそび
6. ぴょこたんのたんていあそび
7. ぴょこたんのことばあそび
8. ゲームとあそび
9. なぞなぞあそび4 ぴょこたんのにちようび※
10. なぞなぞあそび5 おつかいぴょこたん ※
11. クイズあそび
12. ぴょこたんのめいろあそび1 ※
13. ぴょこたんのめいろあそび2 ※
14. ぴょこたんのめいろあそび3 ※
15. ぴょこたんのめいろあそび4 ※
16. ぴょこたんのパズルあそび1
17. ぴょこたんのパズルあそび2
18. ぴょこたんのなぞなぞサンタクロース※
19. ぴょこたんのめいろあそび5 ※
20. ぴょこたんのなぞなぞなつやすみ ※
21. ぴょこたんのなぞなぞ十二支あそび ※
22. ぴょこたんのスポーツなぞなぞ
23. ぴょこたんのなぞなぞ一ねんせい ※
24. ぴょこたんのまちがいえさがし1※
25. ぴょこたんのおばけめいろ1 ※
26. ぴょこたんのおばけめいろ2 ※
27. ぴょこたんのめいろランド１ねんせい
28. ぴょこたんのおばけめいろ3 ※
29. ぴょこたんのまちがいえさがし2 ※
30. ぴょこたんのかくしえあそび　1
31. ぴょこたんのまちがいえさがし3 ※
32. ぴょこたんの大ぼうけんめいろ※
33. ぴょこたんのまちがいえさがし一ねんせい※
34. かくしえめいろ
35. ぴょこたんとゴミラン めいろかいじゅうがやってきた
36. ぴょこたんとなぞのうちゅうじん まちがいえさがし
37. ぴょこたんのまじょたいじ

#### ぴょこたんの単行本
- ぴょこたんのなぞなぞ1616（いろいろ）※
- ぴょこたんのめいろ101（いちまるいち）※
- ぴょこたんのなぞなぞめいろ500（ゴー）※
- ぴょこたんのおばけめいろ181（イッパイ）※

#### ぴょこたんのジャンボえほん
- ぴょこたんのジャンボめいろ※
- ぴょこたんのジャンボめいろ 2※
- ぴょこたんのジャンボえさがし※
- ぴょこたんのジャンボえさがし 2※

#### おでかけぴょこたん
- たべものなぞなぞ※
- どうぶつなぞなぞ※
- とことこめいろ※
- わいわいえさがし※
- うきうきまちがいさがし※
- にこにこかくしえ※

#### ぴょこたんのゲームえほん
- ぴょこたんのあなあきワープめいろ
- ぴょこたんのきょうりゅうワープめいろ
- ぴょこたんのスーパーワープめいろ

#### その他
- ぴょこたんのあいうえお
- ぴょこたんのはじめてのかんじ
- ぴょこたんのはじめてのさんすう
- ぴょこたんのまちがいえさがし52
- ぴょこたんのぬりえめいろ52
- ぴょこたんのピョンピョンなぞなぞ
- ぴょこたんのピョンピョンめいろ
- ぴょこたんのピョンピョンまちがいえさがし
- ぴょこたんのピョンピョンめいろゆうえんち
- ぴょこたんのピョンピョンおばけまちがいえさがし
- あいうえお

### 国土社
- とこトンシャンとんなぞなぞ&めいろ九九れんしゅうかせっと九九えほん

### ニューズビート
- あいうえお
- すうじあそび

### 成美堂出版
- ぴょこたんのなぞなぞ1・2年生
- ぴょこたんのなぞなぞ3・4年生

※成美堂出版のものは成美堂出版編集部によって編集されたものである。

## 関連グッズ
- ぴょこたんのなぞなぞ漢字カード
- ぴょこたんのなぞなぞ漢字カード（上級編）
- ぴょこたんのなぞなぞ英語カード
- ぴょこたんのたのしい九九カード
- ぴょこたんの大迷路（ファミリーコンピュータ用ゲームソフト。1993年3月19日発売、メーカー：サンソフト）